# 1743 Schmidt
1743 Schmidt este un asteroid din centura principală, descoperit pe 24 septembrie 1960, de PLS.